# Agri Sud-Ouest Innovation
Agri Sud-Ouest Innovation est un pôle de compétitivité français créé en 2007, situé en Occitanie et Nouvelle-Aquitaine spécialisé dans l'accompagnement des projets d'innovation dans l'agroalimentaire et l'agro-industrie.

## Présentation
Labellisé en juillet 2007, le Pôle Agri Sud-Ouest Innovation a pour vocation de fédérer les acteurs des secteurs agricole,  agroalimentaire et agro-industriel  du Sud-Ouest de la France (PME-ETI innovantes, exploitants agricoles, grands groupes, établissements de formation et de recherche.)

Il regroupe, en 2016, 350 adhérents (242 entreprises, 47 acteurs de la recherche, structures de transfert et de formation et 61 institutions) et compte à son actif 415 projets labellisés correspondant à un budget complet de 442M€ et bénéficiant de 151M€ de subventions publiques.

Les chiffres clés d’Agri Sud-Ouest Innovation :
- 2 régions : Nouvelle-Aquitaine et Midi-Pyrénées;
- 350 adhérents en 2016;
- 415 projets labellisés ou agréés;
- 14 relais départementaux;
- des partenariats internationaux avec 18 clusters d’excellence;
- 151 M€ de subventions publiques obtenues depuis 2008;
- un budget de fonctionnement 2014 de 1,4 M€.

## Label: European Cluster Excellence
Agri Sud-Ouest Innovation renouvelle son label « Gold »
Labellisé pour la première fois en 2014, le pôle de compétitivité Agri Sud-Ouest Innovation et sa capacité d’innovation sont à nouveau reconnus à l’international. Décerné par l’organisation « European Cluster Excellence », le label « Gold » est une initiative de la Direction Générale Entreprises et Industrie de la Commission européenne. Pour l’obtenir, le Pôle doit satisfaire aux exigences d’un audit portant sur trente-et-un critères relatifs à la structure, à la gouvernance, à la stratégie, au financement, aux services et aux résultats obtenus. Ainsi, depuis 2014, Agri Sud-Ouest Innovation, qui regroupe les régions Aquitaine et Midi-Pyrénées, est le premier Pôle agroalimentaire européen à répondre à ces exigences et à bénéficier de ce prestigieux label.
« Ces deux succès soulignent une fois de plus les efforts déployés par le Pôle. En 8 ans, nous sommes parvenus à associer les univers de l’agriculture, de la recherche et de l’industrie autour d’un objectif commun : s’assurer que l’innovation se traduise en croissance économique et emplois, tout en visant l’excellence mondiale. Cela nous permet également de nous challenger à des Pôles internationaux, mais aussi de prétendre à davantage de financements européens pour nos adhérents. Au-delà d’un indicateur de performance, cette reconnaissance est très importante pour nous, c’est un élément moteur dans la stratégie de développement d’Agri Sud-Ouest Innovation » se réjouit Daniel SEGONDS, Président d’Agri Sud-Ouest Innovation. 
Fort de ces deux succès, le Pôle Agri Sud-Ouest Innovation entend continuer sa croissance européenne pour ses adhérents. Le succès du projet DEMOS et le renouvellement de son label « gold », en sont deux illustrations. D’autres projets d’ampleur en matière de protéines végétales et bioéconomie, pourraient être financés de la même manière par la Commission européenne dans les mois à venir.

## Projets d'innovation: Intelligence Artificielle
- ·    Projet d’Investissements d’Avenir SUNRISE : le génome du tournesol décodé par l’IA pour accélérer l’efficacité des programmes de sélection

En 2016, une équipe de scientifique de l’Inra a pu achever le séquençage du génome de référence du tournesol en investissant dans le PacBio RS II, un séquenceur d’ADN de toute dernière génération. Alors qu’il s’agissait avant d’un pénible travail de fourmi, c’est un logiciel d’analyse basé sur des techniques d’IA, développé dans le laboratoire MIAT de l’INRA de Toulouse, qui a transformé ces données brutes en connaissances exploitables par les scientifiques qui ont abouti à une avancée majeure pour le développement de variétés plus résistantes aux maladies et à la sécheresse, dans un contexte de changement climatique. Ces résultats permettront ainsi de fournir aux agriculteurs de nouvelles variétés de tournesol mieux adaptées aux modes de production, aux usages alimentaires et industriels et répondant aux enjeux économiques de la filière.
- ·    Projet FUI GENOMIC BREEDING : le renforcement et l’accélération des méthodes de sélection végétale

Ce projet soutenu par Agri Sud-Ouest innovation avait pour objectif de prédire la valeur phénotypique des variétés hybrides de maïs à partir des génotypes des lignées parentales sous contraintes environnementales. L’institut de recherche en informatique de Toulouse et la start-up Upetec, société spécialisée dans les systèmes complexes ont mis en œuvre leurs expertises et compétences pour liées les données génétiques aux observations de terrains.
- ·     Projet FUI VINNEO : L’amélioration des outils d’aide à la décision

Autre projet soutenu par Agri Sud-Ouest Innovation, VINNEO visait la mise au point de technologies favorisant l'automatisation de la sélection de la matière première et l'industrialisation des procédés d'élaboration des vins de cépages autochtones du Sud-Ouest. En particulier, l’une des voies d’amélioration du diagnostic à la vigne a été le développement d’un outil d’aide à la décision pour mesurer la vigueur de chaque pied de vigne grâce à de la vision automatique placée sur les engins agricoles puis une reconstitution 3D.
- ·     NAIO : Automatiser et sécuriser les travaux agricoles

Naïo Technologies est une jeune société spécialisée dans la fabrication des robots autonomes pour l’agriculture. Aujourd’hui, le robot de désherbage Oz se déplace de manière autonome en s’appuyant sur des algorithmes embarqués exploitant plusieurs capteurs (laser, centrale inertielle…) pour décider de la façon dont il va réaliser l’ensemble de ses tâches : parcours entre les rangs, désherbage entre les pieds, navigation... 